# Francesco Mochi

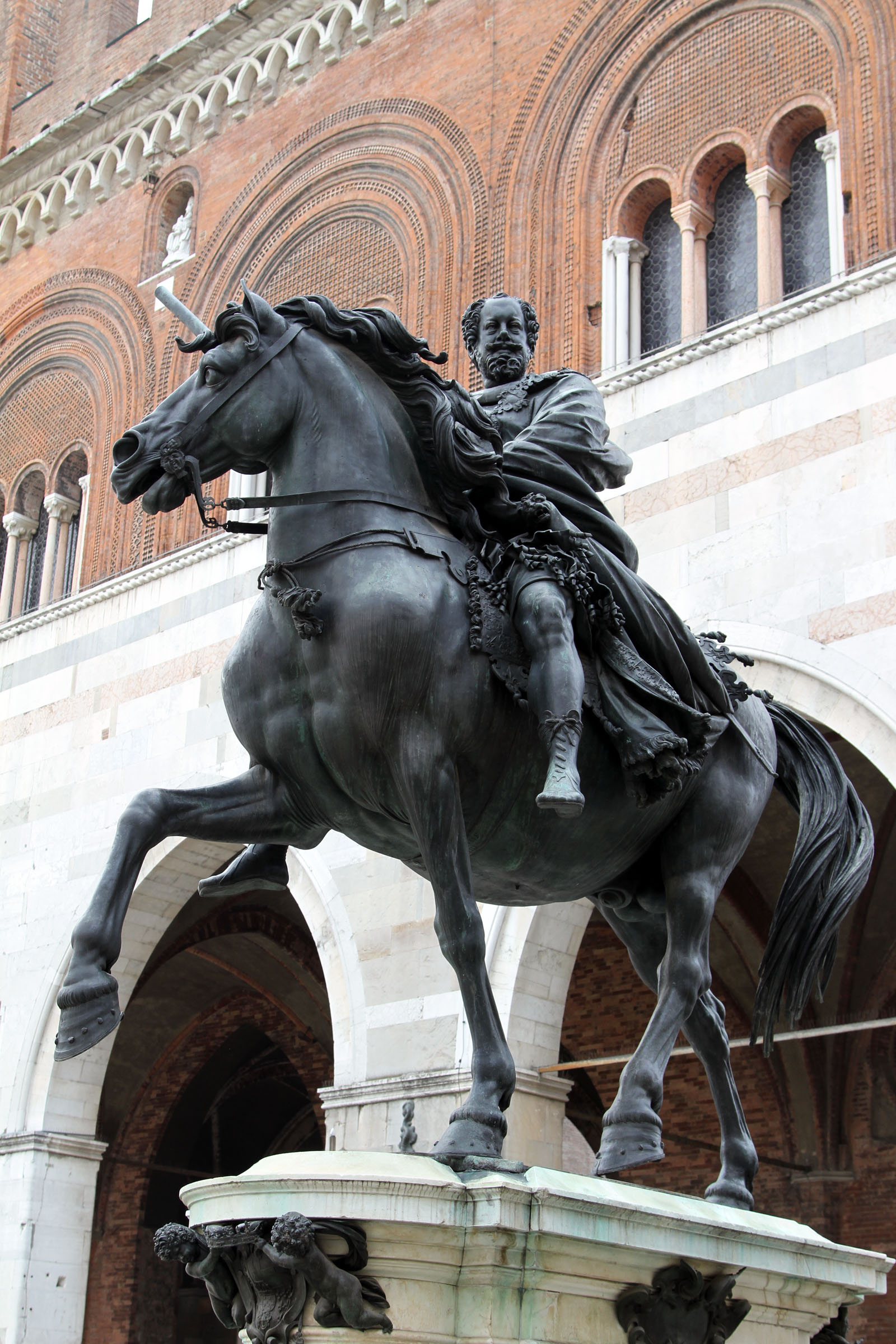
Bronzestandbild des Ranuccio I. Farnese auf der Piazza dei cavalli in Piacenza von Francesco Mochi

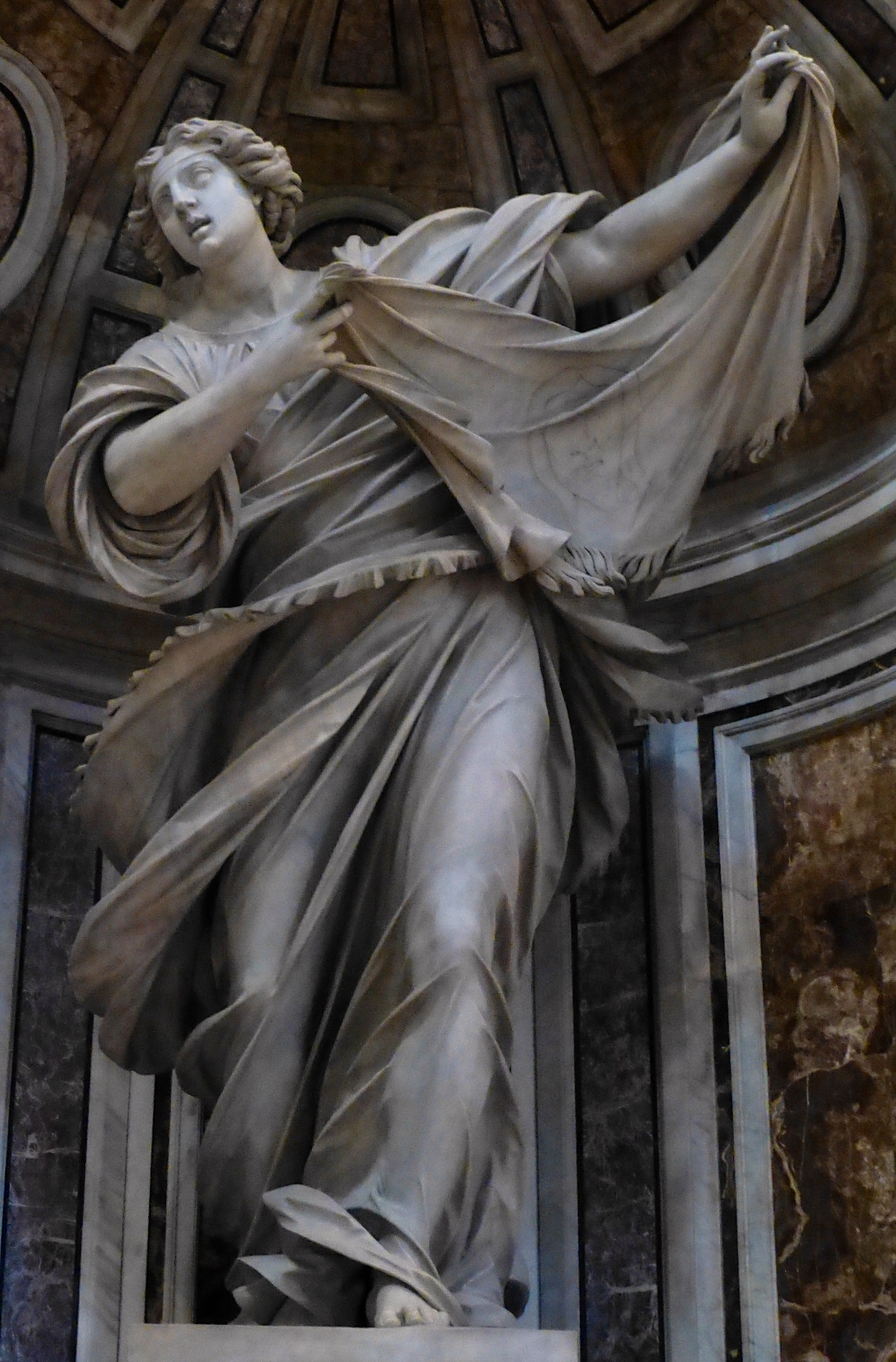
Staue der Hl. Veronika im Petersdom

Francesco Mochi (auch Francesco Mocchi, * 29. Juli 1580 in Montevarchi bei Arezzo im Großherzogtum Toskana; † 6. Februar 1654 in Rom) war ein italienischer Bildhauer und Medailleur des Frühbarock.

## Leben
Ausgebildet als Bildhauer wohl in Florenz unter dem Einfluss der Werke des Bildhauers Giovanni da Bologna (Giambologna), zieht er kurz vor 1600 nach Rom (um 1600 waren im Zusammenhang mit dem Heiligen Jahr viele Aufträge zu erwarten).
Er bekommt 1603 seinen ersten großen Auftrag durch Vermittlung von Mario Farnese für den Dom von Orvieto, ein Verkündigungsengel, der vom toskanischen Manierismus geprägt war und dem drei Jahre später eine Maria der Verkündigung (Annunziata) folgen wird. Es sind die Einstandswerke, die seinen Ruhm über Orvieto hinaus begründen. In der Folgezeit wird er für die großen Ausstattungsprojekte während des Pontifikats Pauls V. Borghese hinzugezogen (Cappella Borghese in Santa Maria Maggiore in Rom). 1612 beruft ihn die Stadt Piacenza, um ein großes Reiterstandbild-Projekt auf der Piazza Comunale zu realisieren: Reiterstandbilder aus Bronze zu Ehren des großen Feldherrn aus der Familie Farnese, Alessandro, und des seinerzeit regierenden Herzogs von Parma und Piacenza, Ranuccio I. Die Fertigstellung des mit allen Einzelheiten von Sockelreliefs, begleitenden wappentragenden Putten etc. sehr kostspieligen und arbeitsintensiven Werks zieht sich bis ins Jahr 1629 hin.
Zurückgekehrt nach Rom, erhält Mochi sofort wegen des Rufes, den er sich als Bildhauer monumentaler Skulpturen und Plastiken erworben hat, den Auftrag für die Marmorstatue der Heiligen Veronika in einem der Kuppelpfeiler von Sankt Peter in Rom. Er erscheint dort im Zusammenhang mit den Bildhauern Gianlorenzo Bernini und François Duquesnoy auch in den Augen der Auftraggeber und des Publikums als einer der anerkannten, herausragenden Bildhauer seiner Zeit. In diese Zeit, die er fast ausschließlich mit der Konzeption und Durchführung seines von ihm so aufgefassten Hauptwerks, der Veronikastatue, verbringt, entstehen nur nebensächliche Werke wie Büsten der Familie des Papstes Urban VIII. und anderer Kleriker und Privatpersonen sowie Kleinbronzen und kleinere Marmorwerke.
Erst nach Beendigung des auch von der Masse her großen Werkes in der Peterskirche (die Statue der Veronika ist circa fünf Meter hoch), übernimmt er wieder Aufträge für monumentale Marmorstatuen wie die Einzelfiguren von St. Peter und St. Paul für die Abteikirche San Paolo fuori le Mura. Diese Werke werden jedoch von den Auftraggebern nicht angenommen und später an die Porta del Popolo versetzt. Mit diesem Misserfolg in den 1640er Jahren setzt auch der Niedergang des Bildhauers Mochi ein. Zwar ist sein Ruhm durch die Statue der Hl. Veronika sogar ins Ausland gedrungen – Kardinal Richelieu will ihn zur Gründung einer Kunst-Akademie nach Paris ziehen – doch sind in Rom, wo er bleiben will, sein Stand und sein Ruf als Bildhauer in Zweifel gezogen. Er engagiert sich an der Accademia di San Luca, wird kurz ihr Präsident, geriert sich aber vor allem als ein Gegner Berninis und schart die Gruppe der Berninigegner um sich. Einen Auftrag der Familie Falconieri (aus der Toskana stammend wie er) für die Nationalkirche der Florentiner San Giovanni dei Fiorentini in Rom hinterlässt er unfertig, als er 1654 stirbt.

## Werk
Sein Werk umfasst große, oftmals überlebensgroße Marmorstatuen, die beiden monumentalen Reiterstandbilder in Piacenza, eine beschränkte Zahl von Marmorbüsten, wobei hier bei der Vielzahl der unidentifizierten Büsten in Rom und außerhalb noch neue Zuweisungen möglich sind, einzelne Kleinbronzen und kleinere Marmorwerke.
Francesco Mochi ist mit virtuosen und zukunftsträchtigen, auch technisch brillanten Anfängen in Orvieto, den glanzvollen Reiterstandbildern in Piacenza mit ihrer Wirkung auf die barocken Reiter von Paris bis Berlin, der Hl. Veronika in St. Peter einer der großen Bildhauer des beginnenden Barock. Wegen seiner eigenwilligen Auffassung der bewegten Gewandfigur und seinen direkten Verweisen auf die Antike als dem Maß aller Dinge wird er in seiner Zeit zwar geachtet, aber nicht als fortschrittlich empfunden. Er war im 18. und 19. Jahrhundert fast vollständig aus dem Gedächtnis der Kunstwissenschaft verschwunden und wurde erst in neuerer Zeit wieder Gegenstand wissenschaftlicher Abhandlungen.